# سعیدکند
سعیدکند (به لاتین: Saidkent) یک منطقهٔ مسکونی در روسیه است که در داغستان واقع شده‌است.